# دارنيل تيريل
دارنيل تيريل (بالإنجليزية: Darnell Terrell)‏ هو لاعب كرة قدم أمريكية ولاعب كرة قدم كندية أمريكي، ولد في 30 مايو 1984 في سانت لويس في الولايات المتحدة.